# 칼리스토 (프로레슬링 선수)

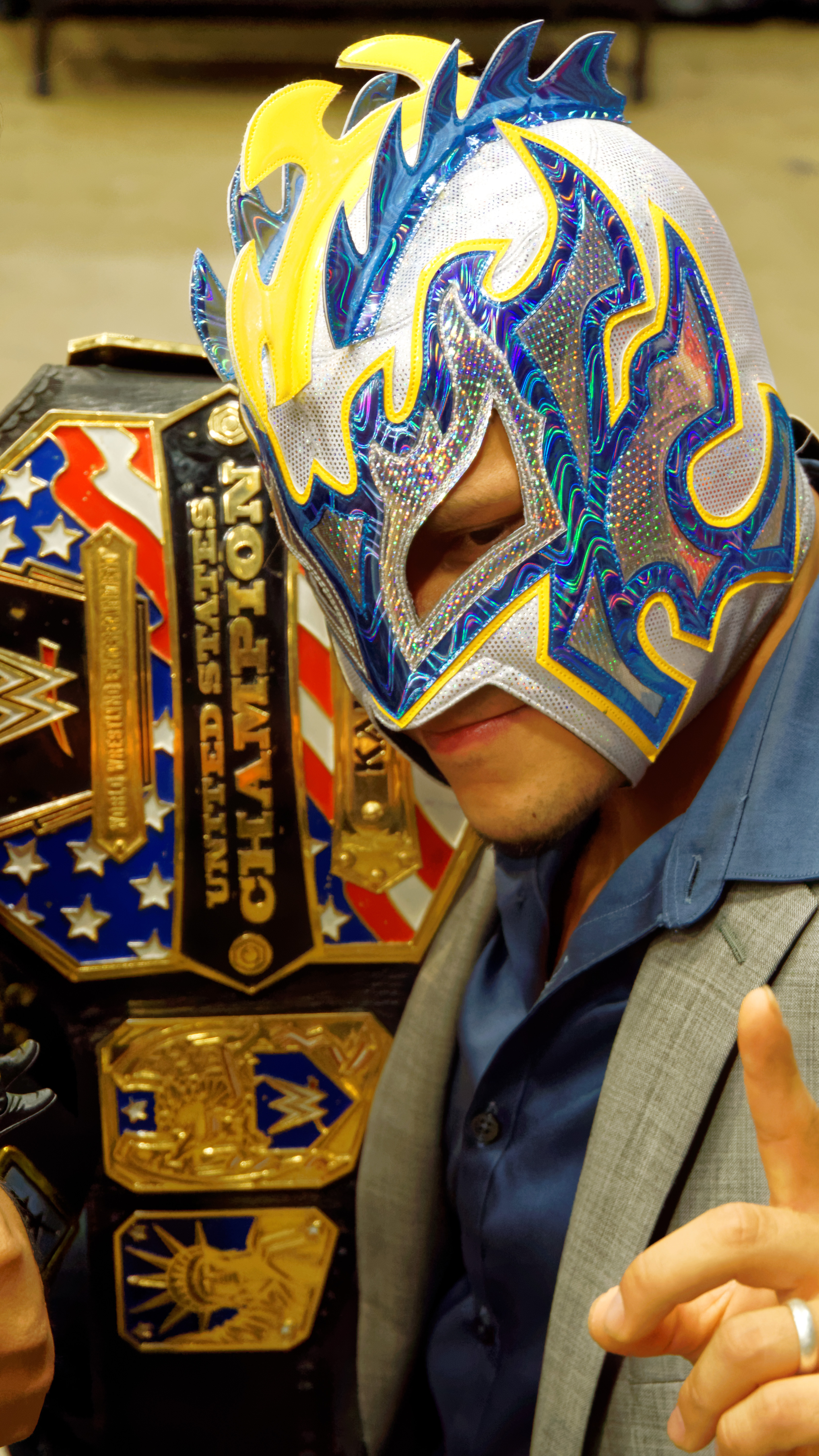

칼리스토(KaListo)는 본명은 임마누엘 알레한드로 로드리게스(Emanuel Alejandro Rodriguez, 1986년 11월 14일 ~ )다. 미국의 남자 프로레슬링선수라서 2006년 프로레슬링 입문으로 2015년 3월 30일 WWE Raw에서 신 카라와 같이 루차 드래곤스멤버로 등장을 한다. 피니쉬는 라이징 썬(스프링보드 리버스 프랑켄슈타이너), 델 솔 드라이버(브릿지 팩키지 파워밤), 살리다 델 솔(스탠딩 싯아웃 시라누이)로 사용을 한다. 키는 167cm 몸무게는 77kg이다.

## 수상
- NXT 태그팀 챔피언 (1회) - 신 카라
- WWE 크루저웨이트 챔피언 (1회)
- WWE 유나이티드 스테이츠 챔피언 (2회)